# Ламборгини: Человек-легенда
«Ламборгини: Человек-легенда» (англ. Lamborghini: The Man Behind the Legend) — американский биографический драматический фильм, написанный и снятый Робертом Мореско. Главные роли исполнили Фрэнк Грилло, Гэбриэл Бирн и Мира Сорвино. Также в фильме сыграли Романо Реджани, Франческа Тиццано, Ханна ван дер Вестхайзен, Маттео Леони, Фортунато Серлино, Джорджо Кантарини, Элиана Джонс, Джан Франко Торди и Джованни Антоначчи. Премьера состоялась 18 ноября 2022 года.

## Сюжет
Фильм прослеживает «долгую жизнь культового предпринимателя Ферруччо Ламборгини, начиная с производства тракторов в начале его карьеры, создания военных автомобилей во время Второй мировой войны, а затем проектирования и создания автомобилей Lamborghini, которые в конечном итоге определили его фундаментальное наследие».

## В ролях
- Фрэнк Грилло — Ферруччо Ламборгини
  - Романо Реджани — Ферруччо Ламборгини (в молодости)
- Гэбриэл Бирн — Энцо Феррари
- Мира Сорвино — Аннита
- Франческа Тиццано — Габриэлла
- Ханна ван дер Вестхайзен — Клелия Монти
- Маттео Леони — Маттео
- Фортунато Серлино — Антонио Ламборгини
- Джорджо Кантарини — Джорджо Ламборгини
- Элиана Джонс — Билли Алланд
- Джан Франко Торди — радиорепортёр
- Джованни Антоначчи — Тони Ренис (в молодости)

## Производство
29 декабря 2015 года стало известно, что компания Ambi Media Group разрабатывает художественный фильм, основанный на жизни автопроизводителя Ферруччо Ламборгини. 11 мая 2017 года было объявлено, что Майкл Рэдфорд выступит режиссёром фильма по сценарию Роберта Мореско, основанному на биографии Тонино Ламборгини о своём отце под названием «Ferruccio Lamborghini. La storia ufficiale». 9 марта 2018 года Роберт Мореско сменил Рэдфорда в качестве режиссёра. 14 мая 2018 года стало известно, что софинансирование и совместное производство фильма будет осуществлять TaTaTu, недавно запущенная социальная развлекательная платформа на основе блокчейна.
Одновременно с объявлением режиссёра фильма было подтверждено, что Антонио Бандерас и Алек Болдуин получили роли Ферруччо Ламборгини и Энцо Феррари соответственно, а итальянский актёр Романо Реджани — роль молодого Ферруччо Ламборгини. Съёмки фильма должны были начаться 9 апреля 2018 года в Риме и Ченто. В сентябре 2021 года Фрэнк Грилло рассказал в интервью, что он сменил Бандераса в фильме. Он также отметил, что Болдуин выбыл из фильма, хотя замена ему ещё не найдена. Позже в том же месяце производство началось в Риме и Эмилии-Романье, к актёрскому составу присоединились Гэбриэл Бирн, Мира Сорвино, Романо Реджани, Фортунато Серлино и Джорджо Кантарини. В октябре 2021 года Элиана Джонс вошла в актёрский состав.